# Лай (царство)
Лай (кит. трад. 萊國 (來國), упр. 莱国 (来国), пиньинь Lái guó) — древнее «варварское» государство, существовавшее на территории современной китайской восточной провинции Шаньдун, упоминаемое в книге Шу цзин. Тан Шанчунь (唐善純, Táng Shànchún) считал, что лай означает «гора» на старом языке Юэ, в то время как в книге «Юэ́ цзюэ́» (кит. трад. 越絕書, упр. 越绝书, пиньинь Yuè Jué shū) говорится, что лай означает «пустыня».

## История
Лай было традиционным врагом государства Ци (на западе). Как только Цзян Цзыя, первый правитель Ци, взошёл на трон Ци, войска государства Лай напали на столицу Ци, город Линьцзы. В 567 году до н. э. войска Лая снова атаковали Ци, но потерпели поражение от Линя, правителя Ци, и его последний правитель Фужоу, Гунь Лай, был убит. Лай было большим государством, и Ци более чем в два раза увеличило свою территорию после аннексии Лая. Его население было перемещено на территорию современного Лайу, где Мэн-цзы называл их «ци-дун ежэнь» (кит. трад. 齊東野人, упр. 齐东野人, пиньинь qídōng yěrén), «Крестьяне восточной Ци».